# نادي فينتسبيلس لكرة السلة
نادي فينتسبيلس لكرة السلة (باللاتفية: BK Ventspils)‏ هو فريق كرة سلة لاتفي للمحترفين تأسس في سنة 1994 يقع مقره في فينتسبيلس. يلعب في دوري لاتفيا لكرة السلة ودوري البلطيق لكرة السلة.

## الإنجازات

### الدوري
- دوري لاتفيا لكرة السلة:

الفوز (9): 2000، 2001، 2002، 2003، 2004، 2005، 2006، 2009، 2014
الوصافة (7): 1998، 1999، 2007، 2011، 2012، 2013، 2015
البرونزية (4): 1996، 2008، 2010، 2016
- دوري البلطيق لكرة السلة

الفوز (1): 2012–13
الوصافة (0):
البرونزية (1): 2007
- كأس التحدي الأوروبية لكرة السلة

البرونزية(1): 2003

## وصلات خارجية
- الموقع الرسمي